# Laodicé IV
Pour les articles homonymes, voir Laodicé.
Titre
Reine Séleucide
196 av. J.-C. – 163 av. J.-C.
Laodicé IV (en grec moderne : Λαοδίκη Δ') est une reine hellénistique appartenant à la dynastie des Séleucides.
Elle est la fille d'Antiochos III et de sa première épouse, la reine Laodicé III.

## Biographie
À la mort de son frère et second mari Séleucos IV en 175 av. J.-C., Laodicé est supposée exercer la régence au nom de son fils Démétrios Ier Sôter. Cependant, son frère Antiochos IV organise un coup d'État et se fait proclamer roi avec l'aval des Attalides et du Sénat romain, forçant Laodicé à l'épouser.
Elle est grande-prêtresse du culte de Laodicé III.

### À travers le monnayage
Laodicé IV est la première reine séleucide dont l'effigie figure sur une monnaie. Elle est parfois représentée avec l'un de ses fils, Antiochos, qu'elle a eu avec Séleucos IV, ou parfois seule. Elle est toujours représentée avec les cheveux relevés, un chignon et un voile. C’est l'une des seules reines de l'époque hellénistique à avoir été représentée sur les monnaies ; seules trois autres reines ont eu ce privilège : Laodicé V (sa fille), Cléopâtre Théa et Cléopâtre Séléné II[réf. nécessaire].

## Famille

### Mariage et enfants
Laodicé IV est successivement l'épouse de trois de ses frères :
- Antiochos le Jeune, vice-roi associé en 193 av. J.-C., avec qui elle a pour enfant : 
  - Nysa, épouse de Pharnace Ier du Pont ;
- Séleucos IV, avec qui elle a pour enfants : 
  - Antiochos (en), associé à son oncle Antiochos IV, assassiné en 170[2],
  - Démétrios Ier,
  - Laodicé V ;
- Antiochos IV, avec qui elle a pour enfant :
  - Antiochos V,
  - Laodicé VI.

### Ascendance
Sauf précision contraire, les dates de cet article sont sous-entendues « avant l'ère commune » (AEC), c'est-à-dire « avant Jésus-Christ ».